# Valmont (fleuve)
Pour les articles homonymes, voir Valmont.
La Valmont (appelé également rivière de Valmont ou plus rarement rivière de Fécamp) est un fleuve côtier de Seine-Maritime qui se jette dans la Manche à Fécamp.

## Géographie
Le cours d'eau prend sa source, à 56 mètres d'altitude, sur le territoire de la commune de Valmont près du hameau de Saint-Ouen, non-loin du centre équestre "l'Écurie du Bois". 
Il adopte alors une orientation sud-est / nord-ouest, et par une vallée étroite, en suivant une pente de 2,8 ‰, traverse le territoire de la commune de Colleville avant de se jeter dans la Manche à Fécamp après avoir parcouru 13,8 kilomètres,. Dans cette ville, la Valmont se divise en deux bras, celui du nord correspond au lit naturel, celui du sud à un canal creusé au XIe siècle par Richard II, duc de Normandie, pour alimenter en eau l'abbaye de la Sainte-Trinité. 

### Géologie
La vallée, dont le fond se compose de formations superficielle d'origine alluviale, présente comme celles de nombreux cours d'eau de la région une dissymétrie opposant un versant abrupt et boisé à un versant en pente plus douce couvert de pâturages et de champs cultivés. Cette dissymétrie est issue de la sensibilité différente des versants exposés au sud aux phénomènes de cryoclastie liés à l’alternance de gel / dégel lors des périodes de glaciations du Quaternaire.

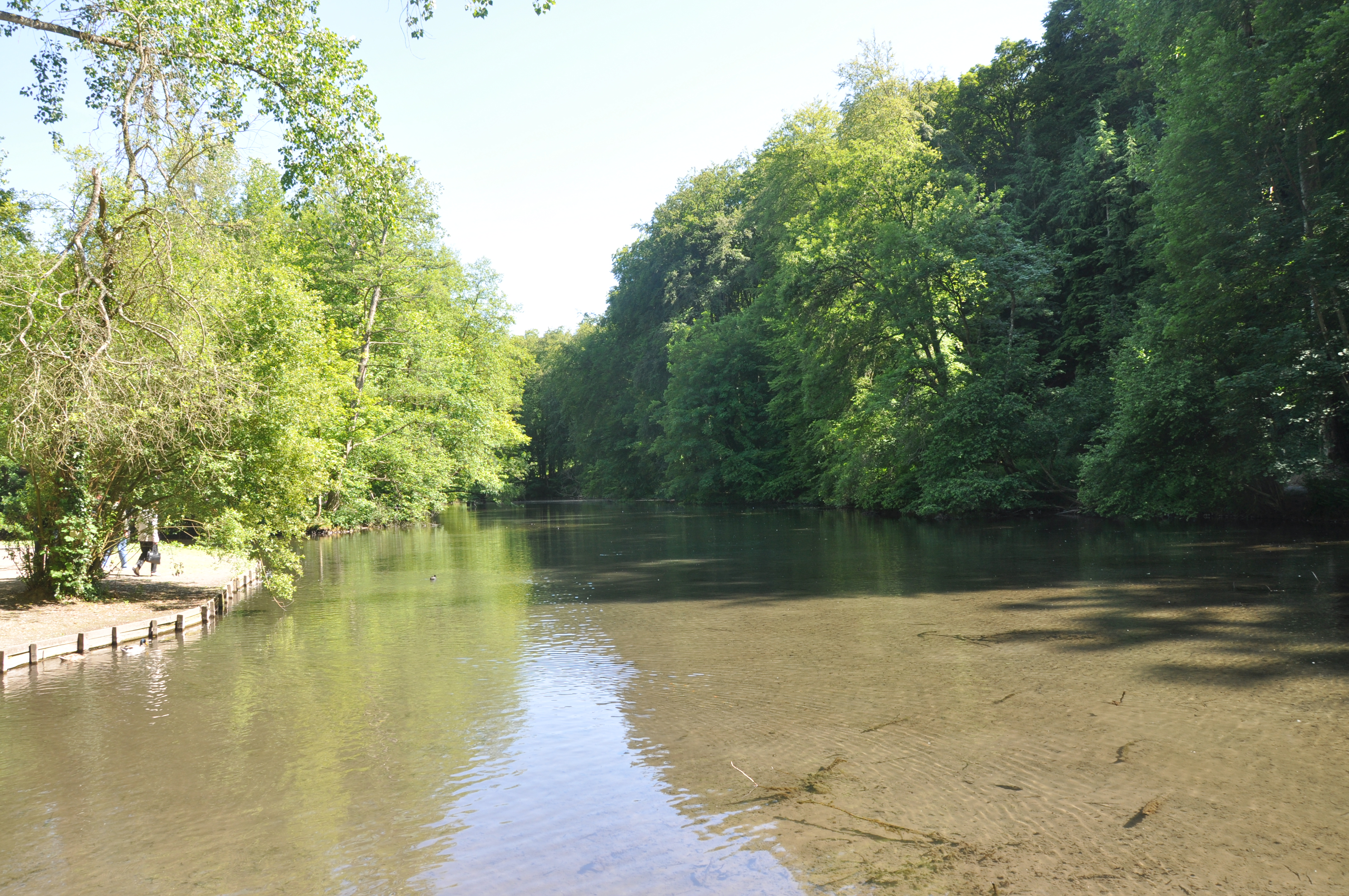
À Valmont.

Le bassin versant de la Valmont couvre une superficie de 159 km2 dont le sous-sol, appartenant au Pays de Caux, est constitué de craie du Crétacé. Cette dernière affleure sur les flancs des coteaux (étages du Cénomanien, du Turonien et de Sénonien) mais elle est recouverte sur le plateau par des limons ou de l'argile à silex. De nombreuses dépressions d'origine karstique se retrouvent sur le plateau influençant le fonctionnement hydraulique local.

## Affluents
Le fleuve reçoit l'apport, en amont, de deux petits affluents - le ruisseau de Gredolle, le ruisseau de l'Épinay - avant de confluer, à Fécamp, avec son principal tributaire, le ruisseau de Ganzeville, long de 9,2 kilomètres,. Il faut signaler l'existence de nombreuses vallées sèches affluentes dans lesquelles l'eau ne circule que lors des périodes de fortes précipitations.

### Rang de Strahler
Donc son rang de Strahler est de deux.

## Hydrologie
À la station hydrologique de Fécamp, les mesures effectuées durant une période de 40 ans (de 1964 à 2003), sur la totalité de la superficie du bassin versant, montrent une remarquable stabilité du module dans le cadre d'un régime pluvial océanique. Pour un débit annuel moyen de 1,81 m3/s, la période des hautes eaux est enregistrée durant la période hivernale avec une moyenne mensuelle de 1,89 m3/s atteint en février, les plus basses eaux interviennent au début de l'automne avec un débit de 1,7 m3/s en octobre. Les périodes d’étiage, tout comme les crues, sont donc très limitées, pour ne pas dire inexistantes. La Valmont est essentiellement alimentée par des résurgences de la nappe phréatique.

## Histoire
Des conditions naturelles favorables (eaux de source, terres limoneuses fertiles, topographie atténuée) ont favorisé l'installation des hommes dès la Préhistoire. C'est surtout durant le Moyen Âge que la vallée de la Valmont connaît une grande prospérité avec la construction d'un puissant château fort par Robert Ier d'Estouteville, compagnon de Guillaume le Conquérant, sur le territoire de Valmont dont la position permet de surveiller toute la vallée. Un de ses descendants, Nicolas d'Estouteville, édifie au XIIe siècle, l'abbaye Sainte-Marie de Valmont, à la source d'un ruisseau affluent du fleuve, qui devient une des plus puissantes de Normandie.

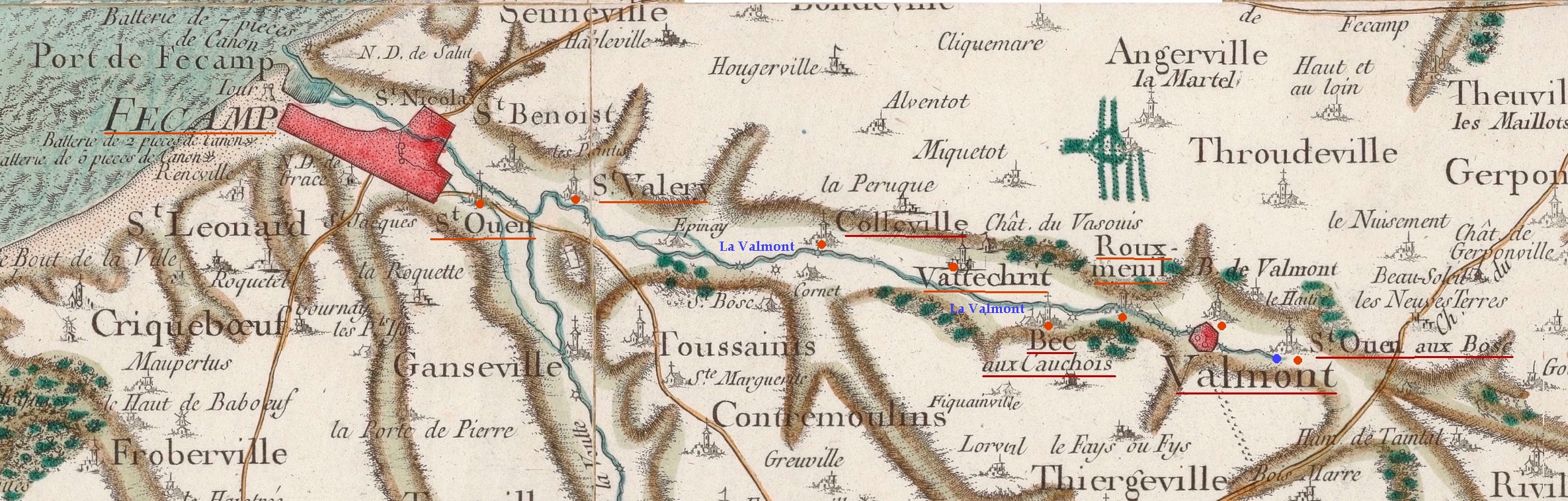
Carte de Cassini de la Valmont vers 1750.

La carte de Cassini ci-dessus montre qu'au XVIIIè siècle de nombreuses paroisses existaient tout au long du cours de la rivière: ce sont, de l'aval vers l'amont,  Fécamp, Saint-Ouen, Saint-Valery, Colleville, Vattechrit, Bec-aux-Cauchois, Rouxmenil, Valmont, Saint-Ouen-aux-Bosc.

Quatorze moulins à eau, symbolisés par une roue dentée sur la carte, fonctionnaient sur la Valmont à cette époque.

## Aménagements et écologie

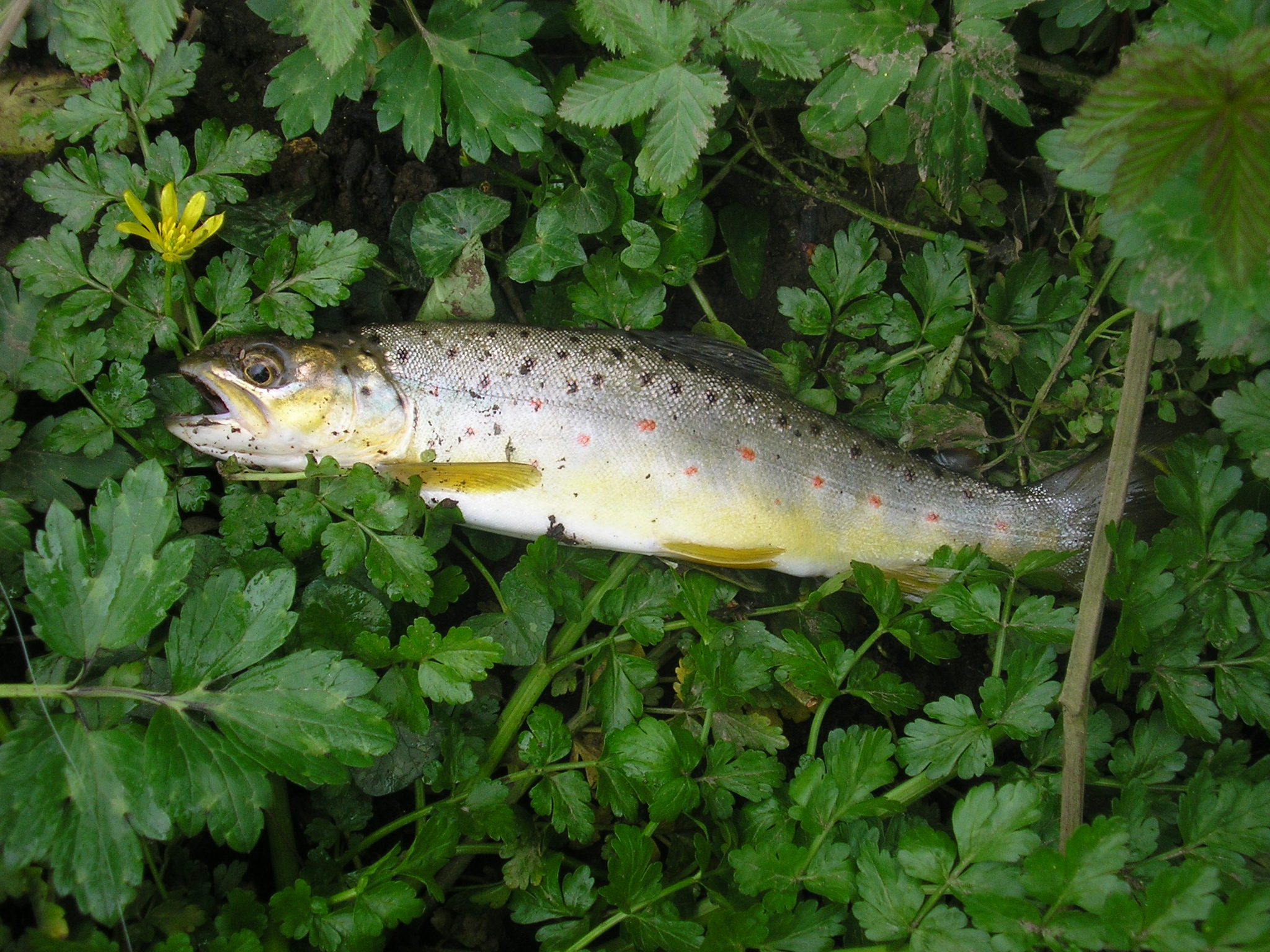
La truites fario est la principale espèce de poisson présente dans la Valmont.

Comme sur de nombreux cours d'eau de la région, la présence d'anciens moulins et de seuils entraîne un véritable cloisonnement du cours d'eau, et empêche la remontée des espèces migratrices. Des études sont actuellement menées pour rétablir une libre circulation sur le fleuve.

### Flore
Le fond de la vallée est occupé par des herbages et piqueté de nombreuses ballastières. Le cours du Valmont est bordé par une ripisylve formée de trois strates (du pied de berge au haut de cette dernière) :
- une strate herbacée formée d'hélophytes (carex, jonc) et de graminées (ivraie).
- une strate arbustive composée de noisetiers, de sureaux ou d'aubépines.
- une strate arbustive où l'on retrouve des chênes, des hêtres, des ormes, des frênes, des aulnes ou encore des saules.

L'introduction de la renouée du Japon et son rapide développement a nui à la ripisylve traditionnelle en uniformisant le paysage, en concurrençant les espèces locales et en entrainant le sapement des berges. La plantation de peupliers (12,6 % du linéaire de la Valmont) a contribué également à une fragilisation de celles-ci.

### Faune
Parmi les poissons peuplant les eaux de la Valmont, on trouve une forte proportion de truites fario, mais également des chabots et des anguilles. Sont également présents mais en moins grand nombre, les truites arc-en-ciel, les épinoches et épinochettes.